# NGC 3059
NGC 3059 ist eine Balken-Spiralgalaxie vom Hubble-Typ SBbc und liegt im Sternbild Carina am Südsternhimmel. Sie ist schätzungsweise 47 Millionen Lichtjahre von der Milchstraße entfernt und hat einen Durchmesser von etwa 55.000 Lichtjahren.
Das Objekt wurde am 23. März 1835 von John Herschel entdeckt.